# Neofilchneria erberi
Neofilchneria erberi är en bäcksländeart som beskrevs av Peter Zwick 1980. Neofilchneria erberi ingår i släktet Neofilchneria och familjen rovbäcksländor. Inga underarter finns listade i Catalogue of Life.